# ينس كارستنز
ينس كارستنز (بالألمانية: Jens Carstens)‏ هو ملحن وكاتب ومؤلف ألماني، ولد في 29 أبريل 1971 في رادهفورمفالد في ألمانيا.